# Miren Ibarguren
Miren Ibarguren, (São Sebastião, 10 de Dezembro de 1980) é uma atriz espanhola. Começou com o programa Goenkale na Euskal Telebista. 

## Filmografía
- Las trece rosas (2007)

### TV
- Goenkale (Euskal Telebista)
- Aquí no hay quien viva (2004-2006)
- A tortas con la vida (2005-2006)
- Escenas de matrimonio (2007-2008)
- Aída (2008 - )

### Teatro
- Mi primera vez (2009)